# Prionapteryx amathusia
Prionapteryx amathusia là một loài bướm đêm trong họ Crambidae.